# Lago Vättern
Vättern ( pronúncia) ou Veter (em latim: lacus Veter/Vetter) é o segundo maior lago da Suécia, depois do lago Vänern. É um lago comprido e estreito, com 135 km de comprimento e uma largura máxima de 31 km. 
É também um lago profundo, com uma profundidade máxima de 128 m. Tem águas frias e límpidas, com visibilidade até 17 m de profundidade.

Separa as províncias históricas da Västergötland, Östergötland, Närke e Småland. 
A sua maior ilha é Visingsö. Nas suas margens estão localizadas as cidades de Jönköping, Motala e Vadstena.

## Etimologia e uso
O topônimo Vättern deriva da forma arcaica vætur, em sueco antigo, significando água, lago. Está registado desde o século XIII como Wætur.

## Ilhas
- Visingsö - a maior
- Stora Röknen
- Lilla Röknen
- Stora Aspön
- Lilla Aspön